# آلن اسکیرتون
آلن اسکیرتون (انگلیسی: Alan Skirton؛ زادهٔ ۲۳ ژانویهٔ ۱۹۳۹ - درگذشته ۱۲ مه ۲۰۱۹) بازیکن فوتبال اهل انگلستان بود.

## باشگاهی
از باشگاه‌هایی که در آن بازی کرده‌است می‌توان به باشگاه فوتبال تورکی یونایتد، باشگاه فوتبال آرسنال، باشگاه فوتبال بریستول سیتی، باشگاه فوتبال بلکپول، و باشگاه فوتبال ویموث اشاره کرد.